# یواس‌اس پی‌سی-۸۱۷
یواس‌اس پی‌سی-۸۱۷ (به انگلیسی: USS PC-817) یک زیردریایی بود که طول آن ۱۷۳ فوت ۸ اینچ (۵۲٫۹۳ متر) بود. این زیردریایی در سال ۱۹۴۳ ساخته شد.